# Riot grrrl

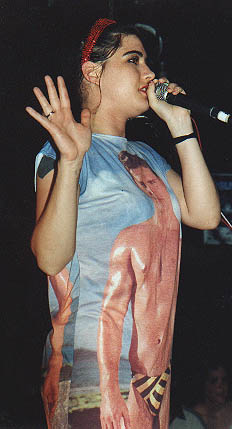
Kathleen Hanna i Bikini Kill 1996.

Riot grrrl är en feministisk undergroundrörelse inom punkrocken som uppstod i början av 1990-talet i Washington, D.C. och nordvästra USA, speciellt i Olympia, Washington och Portland, Oregon, som en reaktion mot de mansdominerade punkbanden som då var populära. Band som Bikini Kill, Bratmobile och Sleater-Kinney blev populära förgrundsfigurer för riot grrrl-rörelsen och Kathleen Hanna i Bikini Kill (numera i The Julie Ruin) blev rörelsens inofficiella ledare.
Rörelsens namn myntades på International Pop Underground-konventet i Olympia, Washington den 20 augusti 1991 då Alison Wolfe (i bandet Bratmobile) utropade "We need to start a girl RIOT!".
Texterna inom riot grrrl-musiken behandlar ofta ämnen som sexualitet, våldtäkt, misshandel mot kvinnor i hemmet och kvinnofrigörelse. Flera andra organisationer bildades och tog idéer från riot grrrl-rörelsen, bland andra Ladyfest. Kvinnofrigörelsen handlar om att kvinnorna ska få mer rätt att uttrycka sig i samhället.